# Ärt
Ärt (Pisum sativum) är en art tillhörande familjen ärtväxter (Fabaceae). Dess frön används ofta som livsmedel eller till djurfoder. Växten odlas även som jordförbättrare eller som prydnadsväxt.

## Utseende
Ärten är en ettårig ört med klängen. Höjden är ofta 0,5 till 1,5 meter.  

## Historik
Ärten är en gammal kulturväxt, och man har gjort historiska fynd som visar att vi har samlat ärter i minst 10 000 år, bland annat har man vid arkeologiska utgrävningar i kung Priamos palats i Troja funnit en jättelik kruka med mer än 180 kilo ärter som hållit sig helt intakta under 3 000 års lagring. I Myanmar har man med hjälp av radiokolmetoden kunnat fastställa åldern på ett fynd av ärter till 9 770 år.

## Varieteter
Trädgårdsärter (Pisum sativum var. sativum) är en varietet av ärt. Det finns flera andra typer av ärter. De äldsta och först odlade var gråärt och blåärt. De innehåller garvsyra som gör att de svartnar vid kokning. Andra ärtsorter är sockerärt, brytärt, spritärt, märgärt, släpärt. Märgärten har skrynkliga frön, de övriga har glatta, nästan helt runda frön. Somliga sorter skördas gröna, medan andra är mer lämpade att skördas, fullmogna och torra, som gula ärter.

### Lista på varieteter
- Trädgårdsärt (Pisum sativum var. sativum[3])
  - Brytärt
  - Märgärt
    - Brytmärgärt (korsning av de två ovanstående[4])

  - Salladsärt[3]
- Släpärt
- Sockerärt (Pisum sativum var. saccharatum[5])
- Spritärt
  - Brytsockerärt (korsning av de två ovanstående[6])
  - Kokärt (sorter av spritärt[7])

Proteinhalten i gula ärter kan variera mellan 16 och 33% av torrsubstansen, de flesta sorter har 23-25% protein. Några svenska sorter av gula ärter samt året då de introducerades: Tordags III 1950, Lotta 1967, Vreta 1980, Capella 1988, Odalett 1993.

## Odling
Ärter trivs när vädret är svalt och fröna planteras så snart marktemperaturen når 10° C, däremot växer ärter som bäst vid temperaturer av 13 till 18° C. Odlingskrav: Ärter trivs med svala, fuktiga somrar och tål lätt skugga. De vill ha mullhaltig jord med ett pH högre än 6,5. De behöver inte gödslas särskilt då ärtväxter är kvävefixerande, med andra ord har de förmåga att binda och utnyttja luftens fria kväve. 
Fröna sås lämpligen 3–5 cm djupt med 5–7 cm mellanrum. Sockerärt och spritärt sås när jorden reder sig, märgärt och brytärt vid körsbärsblomningen. Många sorter är klättrande och kan behöva stödjas med grenar, käppar, spaljéer eller liknande. Lågväxande sorter kan även odlas till prydnad eller som kantväxt runt odlingsbäddar. Fåglar, möss, ärtvecklare och  ärtmjöldagg är skadedjur på ärt.

## Språkligt
Frukten kallas ofta ärtskida, vilket inte är korrekt i botanisk mening då frukten är en balja. Det runda fröet inuti baljan kallas en ärta (med ärtan som bestämd form, men även ärten förekommer, till exempel i uttrycket prinsessan på ärten). Växten kallas ärt medan det enskilda fröet kallas ärta. Ärt i plural heter ärter medan ärta kan ha pluralformen ärtor eller ärter, varvid formen ärtor används i fråga om enstaka exemplar, två ärtor, tre ärtor men en påse ärter..

## Bildgalleri

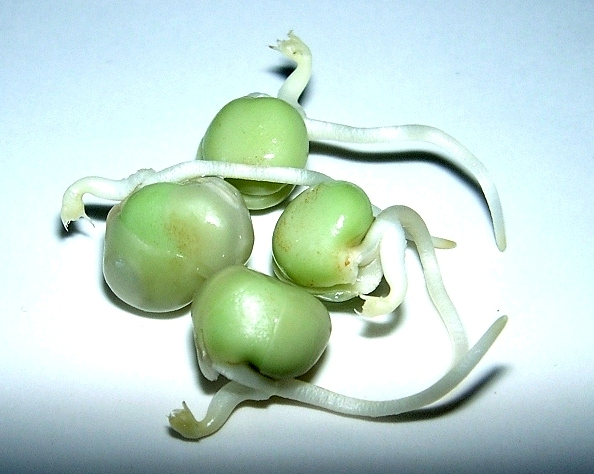
Ärtor som gror.
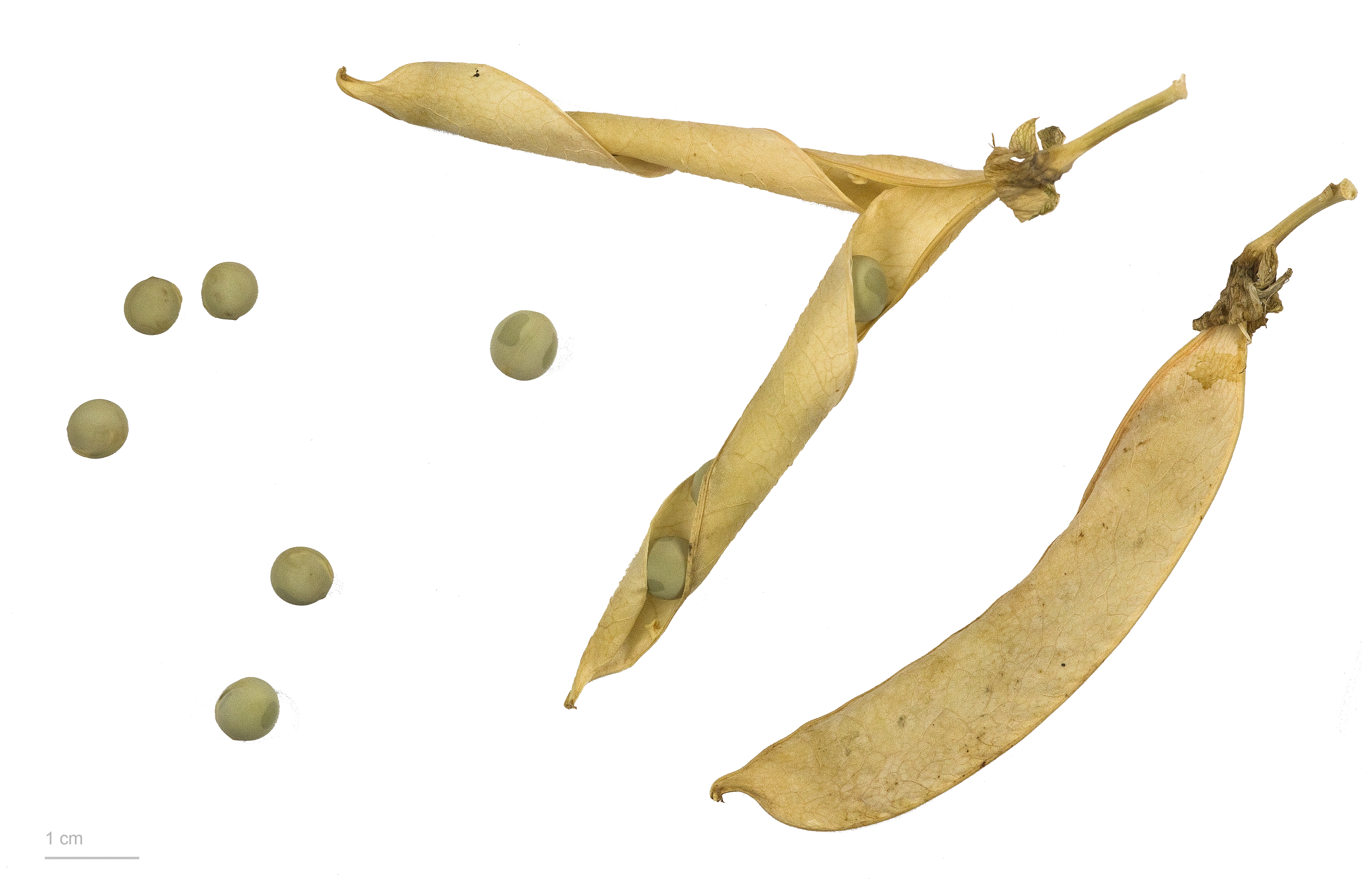
Pisum sativum.